# エスペラントの基礎
エスペラントの基礎（エスペラントのきそ、エスペラント: Fundamento de Esperanto）は、1905年の春にルドヴィコ・ザメンホフによって書かれた本である。日本語では単にフンダメントとも呼ばれる。1905年8月9日、この「エスペラントの基礎」は、第1回世界エスペラント大会で承認され、ブローニュ宣言第4条によって、公式なものとされている。
「エスペラントの基礎」は4つの部分からなる。すなわち (1) 前文(Antaŭparolo)、(2) 文法 (Gramatiko)、(3) 練習集 (Ekzercaro)、そして (4) 普遍的辞書 (Universala Vortaro)である。前文を除いて、この「エスペラントの基礎」のほとんどすべては、ザメンホフの初期の著作に由来するものである。よく「16条の文法」といわれるのは「文法」の項であり、文字の発音や動詞の活用、品詞語尾など文法の基礎的な部分を定めている。
この「エスペラントの基礎」と等しく、「公式追加集」(Oficialaj Aldonoj)がある。今日までに8つの「公式追加集」がある。
「エスペラントの基礎」の前文にはこうある。
“今からいつの日にか、新語の多くが完全に安定化する日がきた時、なんらかの権威ある団体が、それらの新語を「公式追加集」として、まとめるであろう。”
「エスペラントの基礎」の文法、「普遍的辞書」の部分は次の5言語で記述されている。（フランス語、英語、ドイツ語、ロシア語、そしてポーランド語)。文法事項の中にはエスペラントの基礎文集に由来するものもあるが、基礎文集はエスペラントの基礎に含まれるべきではないとされている。

## 役割
「エスペラントの基礎」の役割は前文に記載されている。「誰も改正することの出来ない不可侵の指導資料として奉仕することである。基礎的な義務とは私たちの仕事の一致のため、各々の良いエスペランティストが何よりも先に私たちの言語の基礎について知らなければならないことである。」
「エスペラントの基礎」は日本ではよく憲法に例えられる。つまり憲法が国家の組織や統治の基本原理・原則を定めているように、「エスペラントの基礎」はエスペラントの言語として文法の原則、基礎語彙などを定めているというわけである。ただし、あくまで「基礎」であり、法律で対処するような細かいことまで憲法が定めていないように、「エスペラントの基礎」が規定するのは必要最低限に限っている。

## その他
「フンダメント」から派生した「フンダメンティスモ」(Fundamentismo)には、原理主義という意味のほかに「エスペラントの基礎の順奉すること」という意味がある。